# 小田宏信
小田 宏信（おだ ひろのぶ、1966年 - ）は、日本の人文地理学、経済地理学研究者、成蹊大学教授。専門は、工業地理学。
東京都生まれ。成蹊中学校・高等学校を経て、1989年に立命館大学文学部地理学科を卒業し、筑波大学大学院地球科学研究科（地理学・水文学）に学ぶ。
1995年に豊田短期大学講師（専任）となり、改組に伴い1998年に桜花学園大学人文学部講師となったが、翌1999年には筑波大学地球科学系講師に転じた。この間、1996年には、「The Locational Dynamics of the Small and Medium-Sized Machinery Industry during the Technological Innovation: A Case Study of the Mold Manufacturing Industry in the Kanto Region, Japan（技術革新下における中小機械工業の立地動態 -関東地方の金型製造業を事例にして）」により、筑波大学より博士（理学）の学位を取得した。
2006年、成蹊大学経済学部教授として中高時代に学んだ成蹊学園に戻った。
2005年に刊行した著書『現代日本の機械工業集積』（古今書院）は、2007年に第3回経済地理学会著作賞を受賞した。
第21期日本学術会議第一部連携会員。